# Airbus Beluga XL
L'Airbus Beluga XL (A330-743L) è un grande aereo da trasporto merci sviluppato dal consorzio europeo Airbus a partire dal 2014. È basato sull'A330-200 e dovrebbe essere il successore dell'A300-600ST Beluga.
Il programma è stato annunciato a novembre del 2014, un anno dopo circa si sono visti i primi render mentre l'assemblaggio, iniziato nel 2015, è entrato nella fase finale all'inizio del 2017. Il progettista contempla la costruzione di cinque esemplari, come per il suo predecessore.
Il Beluga XL è una realizzazione innovativa ed è studiato per avere una capacità di carico del 30% maggiore rispetto al suo predecessore, per poter caricare al suo interno due ali dell'A350 XWB.
Nel novembre 2019 ha ottenuto il certificato di tipo da parte dell'Agenzia europea per la sicurezza aerea a seguito di oltre 200 test di volo della durata complessiva di oltre 700 ore. Il velivolo entra ufficialmente in servizio il 9 gennaio 2020.